# Hangar 1 : Les Dossiers ovni
Hangar 1 : Les dossiers ovni est une série documentaire diffusée sur le réseau de télévision américain H2 entre le 28 février 2014 au 18 avril 2014, produit par Go Go Luckey Productions. La saison 2 est diffusée sur History depuis le 10 avril 2015.
Le MUFON (Mutual UFO Network) (qui pourrait se traduire en français par : réseau de partage sur le sujet des OVNI) fournit les rapports sur les ovnis pour chaque épisode, tourné au Hangar 1.
Elle est diffusée depuis le 20 février 2015 sur Numéro 23. Elle est cependant inédite dans les autres pays francophones.

## Émissions
| Saison | Saison | Épisodes | Début           | Fin           |
| ------ | ------ | -------- | --------------- | ------------- |
|        | 1      | 8        | 28 février 2014 | 18 avril 2014 |
|        | 2      | 12       | 10 avril 2015   | 26 juin 2015  |

### Saison 1 (2014)
La saison 1 diffusée aux États-Unis sur H2 entre le 28 février 2014 au 18 avril 2014. En France la série est diffusée sur Numéro 23 entre le 20 février 2015 au 13 mars 2015.
| Numéro d'épisode | Titre original          | Titre français                     | Date de diffusion aux États-Unis | Date de diffusion en France |
| ---------------- | ----------------------- | ---------------------------------- | -------------------------------- | --------------------------- |
| 01               | Presidential Encounters | Les rencontres au sommet de l'état | 28 février 2014                  | 6 mars 2015                 |
| 02               | Underground Bases       | Les bases souterraines             | 7 mars 2014                      | 13 mars 2015                |
| 03               | Alien Technology        | La technologie extraterrestre      | 14 mars 2014                     | 27 février 2015             |
| 04               | Crashes and Cover Ups   | Des incidents maquillés            | 21 mars 2014                     | 6 mars 2015                 |
| 05               | American Hotspots       | Points chauds sur l'Amérique       | 28 mars 2014                     | 13 mars 2015                |
| 06               | Space Weapons           | L'armement spatial                 | 4 avril 2014                     | 20 février 2015             |
| 07               | Unfriendly Skies        | Les menaces venues du ciel         | 11 avril 2014                    | 27 février 2015             |
| 08               | Shadow Government       | Le gouvernement fantôme            | 18 avril 2014                    | 20 février 2015             |

### Saison 2 (2015)
La saison 2 est diffusée aux États-Unis sur History depuis le 10 avril 2015. En France elle est diffusée sur Numéro 23 entre le 17 février 2016 et le 23 mars 2016.
| Numéro d'épisode | Titre original           | Titre français                     | Date de diffusion aux États-Unis | Date de diffusion en France |
| ---------------- | ------------------------ | ---------------------------------- | -------------------------------- | --------------------------- |
| 01               | UFOs at War              | Les OVNI en temps de guerre        | 10 avril 2015                    | 2 mars 2016                 |
| 02               | Underwater UFOs          | OVNI sous-marins                   | 17 avril 2015                    | 2 mars 2016                 |
| 03               | Men in Black             | Les hommes en noir                 | 24 avril 2015                    | 17 février 2016             |
| 04               | Far Side of the Moon     | La face cachée de la lune          | 1er mai 2015                     | 23 mars 2016                |
| 05               | Star People              | Le peuple des étoiles              | 8 mai 2015                       | 24 février 2016             |
| 06               | Hunted By UFOs           | Traqués par des OVNI               | 15 mai 2015                      | 24 février 2016             |
| 07               | UFOs Over Texas          | Des OVNI au Texas                  | 22 mai 2015                      | 23 mars 2016                |
| 08               | The Smoking Gun          | SOM 1-01                           | 29 mai 2015                      | 17 février 2016             |
| 09               | Cops vs. UFOs            | Policiers et OVNI                  | 5 juin 2015                      | 9 mars 2016                 |
| 10               | Captured Aliens          | Captures d'extraterrestres         | 12 juin 2015                     | 16 mars 2016                |
| 11               | Extreme Close Encounters | Rencontres extrêmement rapprochées | 19 juin 2015                     | 16 mars 2016                |
| 12               | UFO Superpowers          | Des OVNI aux super-pouvoirs        | 26 juin 2015                     | 9 mars 2016                 |